# Jean François Gauthier
Pour les articles homonymes, voir Gauthier.
Jean François Gauthier (Gautier, Gauthier ou Gaulthier, mais il signait Gaultier), né à La Croix-Avranchin, aujourd'hui dans le département français de la Manche en Normandie, le 6 octobre 1708 et mort à Québec le 10 juillet 1756, est un médecin et naturaliste de Nouvelle-France du XVIIIe siècle. Il est élu correspondant de l’Académie royale des sciences en mai 1745.

## Biographie
Jean-François Gauthier est né à La Croix-Avranchin le 6 octobre 1708, fils de René Gaultier et de Françoise Colin. Peu est connu de son enfance et de son éducation mais le chanoine Pierre Hazeur de L’Orme mentionne qu'il a étudié et exercé la médecine à Paris pendant six ou sept ans. Après la mort de Michel Sarrazin en 1734, le poste de médecin du roi à Québec est laissé vacant pendant sept ans et c'est Gaultier qui finalement l'obtient en 1741.
Gaultier ne traverse pas immédiatement car il doit terminer le traitement des maladies dans quelques hôpitaux de Paris. En avril 1742, Maurepas, ministre de la Marine, avise le gouverneur Charles de Beauharnois de son arrivée imminente. En plus de son poste officiel, Gaultier sera le médecin attitré de l’Hôtel-Dieu de Québec et du séminaire. À cette époque, Gauthier est connu des académiciens Antoine de Jussieu et Bernard de Jussieu qu’il fréquente. Ce dernier ayant succédé à Sébastien Vaillant à l’intendance du Jardin du roi, lui donne une copie d'un livre de 200 pages intitulé « Histoire des Plantes de Canada » qu'il emportera à Québec et qui sera l’un de ses principaux instruments de travail.
À son arrivée à Québec, Gaultier s’inscrit aux cours de droit du procureur Louis-Guillaume Verrier en vue d’une requête de nomination au Conseil souverain de la Nouvelle-France qu’il fera en 1743. Grâce aux recommandations favorables de son tuteur et du gouverneur, il est nommé à ce poste en mars 1744 et entre au conseil en octobre. Il y servira surtout comme assesseur dans plusieurs causes.
En mai 1745, il est élu membre correspondant à l'étranger de Duhamel du Monceau de l’Académie royale des sciences pour des sujets comme la météorologie, l’arboriculture et l’agriculture. Gaultier contribuera aussi aux travaux de deux autres académiciens, Jean-Étienne Guettard et René-Antoine Ferchault de Réaumur. Le 12 mars 1752, Gaultier épouse à Sainte-Anne-de-la-Pérade Madeleine-Marie-Anne, riche veuve, fille aînée de Pierre-Thomas Tarieu de La Pérade et de Marie-Madeleine Jarret de Verchères,.
Les relations personnelles entre François Bigot, dernier intendant de la Nouvelle-France, et Gaultier ne sont pas clairement explicitées mais il lui doit plusieurs faveurs dont le privilège de la traite des fourrures et de la pêche en 1749 au poste de la baie des Châteaux sur la côte du Labrador. Bigot sollicitera aussi pour Gaultier une gratification extraordinaire qui sera accordée en 1752 et répétée en 1753. À partir de cette date, Gaultier écrira en faveur de Bigot une série de lettres louangeuses dont trois seront citées au procès de ce dernier par la défense lors de son procès pour détournement de fonds.
Gaultier est hospitalisé en juillet 1756 pour le typhus. Cette maladie est apportée sur le navire Le Léopard, l’un des navires de l’escadre qui amène le gouverneur Louis-Joseph de Montcalm au Canada et touche environ 1 000 personnes. Il ne sera pas remplacé, car un premier successeur désigné, le sieur Chomel, décédera avant de traverser, tandis qu’un second, le sieur Lebeau, ne semble pas être venu au Canada à cause de la Guerre de Sept Ans qui fait rage.

## Travaux scientifiques
Sa production scientifique totale semble avoir été de l’ordre de 1 500 pages manuscrites, dont environ la moitié daterait du gouvernorat de La Galissonière ; on en a publié environ un dixième. Sa contribution scientifique est surtout indirecte, via Duhamel du Monceau, Pehr Kalm et Jean-Étienne Guettard.
À la demande de Duhamel du Monceau, Gaultier établit en novembre 1742 à Québec la première station météorologique canadienne et il tient un journal météorologique quotidien. Ses rapports s’accompagnent de commentaires précieux sur la vie de la colonie, en particulier sur l’état de l’agriculture. Ils constituent également une des rares banques de données chiffrées à cette période, une aide précieuse dans l'étude de la variation du climat.
Par goût, et peut-être surtout à cause de l'appui de La Galissonière, c’est la botanique qui, après la météorologie, absorbe le gros de son effort intellectuel. Médecine populaire, pharmacopée botanique et usage des bois retiennent son attention. Il contribue à populariser plusieurs productions végétales, pharmaceutiques ou autres, dont la capillaire[Laquelle ?] et le thé des bois. Il compile le vocabulaire botanique canadien et prépare plusieurs mémoires ; ceux sur le sucre d’érable et sur la manufacture du brai et de la résine seront publiés. Duhamel du Monceau fera publier environ 115 pages des travaux de Gaultier.
En 1752, Gauthier envoie des échantillons de minéraux à Guettard, ce qui lui permet de développer une théorie d’ensemble sur la distribution des minéraux et la structure des continents, théorie qu'il avait déjà appliquée dans des études sur l’Égypte, la France, la Suisse. Grâce à Gaultier, il étendra sa théorie à l’Amérique du Nord.
Animant un réseau de correspondants locaux, Gaultier fait plusieurs envois d’animaux préservés à Réaumur : oiseaux, poissons et mammifères surtout, dont certains sont accompagnés de mémoires sur les mœurs de ces animaux. Il est crédité d’un « excellent travail en entomologie » sans que l'on connaisse la justification de ce compliment. Par ailleurs, le développement par Réaumur d’un thermomètre à plus longue échelle est sans doute motivé par les besoins d’un instrument mieux adapté au Canada.
Le genre Gaultheria porte son nom.

## Publications
- Histoire du sucre d’érable (v. 1750)
- Manière de retirer le suc résineux du pin, et d’en faire le brai-sec et la résine jaune suivant les pratiques qu’on suit au Canada (1755)
- Observations botanico-météorologiques faites à Québec